# Awesome Possum
Awesome Possum… Kicks Dr. Machino’s Butt (с англ. — «Крутой Опоссум… надирает зад Доктору Машино») — видеоигра в жанре платформер, разработанная и изданная компанией Tengen для игровой приставки Mega Drive/Genesis в 1993 году.

## Сюжет
Согласно комиксу, включённому в руководство игры, скромный опоссум мирно жил в лесу с родителями, братьями и сёстрами. Внезапно в лес пришли роботы-лесорубы и разрушили его дом. Притворившись мёртвым, опоссум спрятался от врагов. Объединив усилия с «Чумовым носорогом» (англ. Rad Rhino) и «Пчелой-убийцей» (англ. Killer Bee), опоссум уничтожил роботов, а полученную от пчелы похвалу «а ты довольно крут для опоссума» (англ. you are pretty awesome for a possum) принял в качестве своего имени. После этого опоссум надел супергеройский костюм и поклялся «надрать зад» всем загрязнителям окружающей среды. В городе он выяснил, что управляет уничтожающими природу роботами доктор Машино (англ. Dr. Machino). В поисках злодея Опоссум отправился в Арктику, где сразился с робособаками Машино и был спасён Полярной крачкой (англ. Arctic Tern). Преследуя Машино, он с помощью Ската манты (англ. Manta Ray) уничтожил робоакул на морской нефтяной платформе. Наконец, Опоссум вступил в финальное противостояние с Машино в его штаб-квартире на мусорной свалке, где «надрал ему зад».

## Игровой процесс

Кадр из игры

Игра представляет собой платформер с горизонтальным сайд-скроллингом и состоит из четырёх больших уровней (лес, подводные пещеры, полярный круг, владения доктора Машино). Каждый игровой мир подразделяется на три подуровня с тремя бонусными уровнями. Всего в игре представлено тринадцать игровых и двенадцать бонусных уровней — после прохождения владений доктора Машино игрок должен победить самого доктора в его Мусорной Крепости.
По геймплею игра сходна с серией игр Sonic the Hedgehog. Герой игры, зверёк опоссум, перемещается по уровням и уничтожает врагов, прыгая на них сверху. В настройках игры можно выбрать три уровня сложности.
Уровни в игре — замкнутые локации, на которых расположены разнообразные враги, препятствия и полезные предметы. По уровням можно перемещаться в любом направлении. Дойти до конца уровня, отмеченного баннером, обычно можно несколькими путями, отличающимися по сложности прохождения. Управляя героем, игрок проходит каждый подуровень от начала до конца; в конце большого уровня ждёт битва с боссом. Как и ёж Соник, персонаж способен быстро передвигаться по уровню посредством особого приёма, который также служит для борьбы с противниками. Быстрому перемещению также способствуют различные предметы, придающие герою ускорение и позволяющие высоко и далеко прыгать (например, кучи автомобильных шин), а также пауэр-апы.
На уровнях можно найти предметы, позволяющие опоссуму быстрее бегать и выше прыгать, увеличивающие его здоровье, а также мусор. Собрав 50 мусорных предметов игрок получает восстановление здоровья и дополнительную жизнь. Жизни также изредка встречаются на уровнях в качестве собираемых предметов. Если игрок собрал достаточно мусора на уровне, то он попадает на бонусный уровень без врагов, где можно собирать дополнительные предметы.
На уровнях встречаются таблички с надписью «контрольная точка». Возле них опоссум возрождается, если его убьют противники и у него ещё есть дополнительные жизни. Также на уровнях можно встретить животных, которые помогают герою при прохождении. Например, верхом на пчеле или «полярной птице» персонаж может перемещаться на значительные расстояния по воздуху, а носорог позволяет передвигаться по земле, уничтожая всех встречных врагов и разрушая перегородки. Пока опоссум находится на животном, он неуязвим, а враги умирают от одного соприкосновения с персонажами.
Враги в игре — разнообразные роботы, созданные доктором Машино: летающие роботы с гарпунами и огнемётами, электрические угри, роботы с бензопилами и тесаками, субмарины, снегоходы и скутеры с самонаводящимися ракетами и др. На предпоследнем уровне, помимо роботов, встречаются и монстры. Враги обладают различным запасом здоровья.
Отличительная особенность игры — наличие своеобразной «викторины» между подуровнями. Игроку задаются различные вопросы на экологическую тематику, выбираемые из примерно 300 возможных вариантов, и предоставляются три варианта ответов на них. В случае правильного ответа выдаётся бонус в размере 10000 очков, при неправильном игроку сообщают правильный ответ и начинается новый уровень. Руководство также содержало список рекомендуемой литературы, позволяющей больше узнать о природе, список организаций, занимающихся сохранением дикой природы, а также мотивирующие примеры участия школьников в мероприятиях по охране окружающей среды.

## Разработка и выпуск
Разработка игры была начата в период, когда мультипликационные платформеры с животными-маскотами в качестве главных персонажей были крайне популярны. Безусловным лидером здесь была серия игр Sega про ёжика Соника. В апреле 1992 года Tengen наняла Ричарда Сиборна для разработки игры про охрану природы, которая изначально должна была называться Graphic the Warthog (с англ. — «Бородавочник График»). Поскольку имя персонажа вызывало споры, Сиборн предложил сделать главным героем игры «Крутого опоссума» и представил руководству свою концепцию игры под названием «Rad Rhino and Awesome Possum» (с англ. — «Чумовой носорог и Крутой опоссум»).
По словам Сиборна, он использовал идею, которая пришла к нему в 1984 году, на занятиях по ораторскому искусству в средней школе. После просмотра фильма о Годзилле он задумался над вопросом: что будет, если обычное животное получит необычные способности? На его задний двор часто заходили опоссумы, и Сиборн написал рассказ, озаглавленный «Крутой опоссум: международный экологический следователь», в котором фигурировал опоссум с выдающимися навыками боевых искусств и красноречием, позволяющим выходить из сложных ситуаций, который носил лабораторный халат в качестве маскировки.
Разработка была начата, и к лету уже появилась концепция первого уровня, на котором роботы-лесорубы, напоминающие кухонные комбайны с кучей лезвий, уничтожают тропические джунгли. К осени 1992 года уже осуществлялась работа над графическим дизайном игры. Однако результат не удовлетворил менеджмент, и в январе 1993 года для проработки персонажа был нанят Джулс Марино. Изначально основой для дизайна главного персонажа послужил виргинский опоссум, однако этот вариант не вызывал нужного эмоционального отклика, так как выглядел слишком злобно. Новый дизайн основывался на внешнем виде австралийских кольцехвостых поссумов, выглядевших менее агрессивно.
Окончательное название игры было определено по итогам маркетингового исследования, проведённого в апреле 1993 года. Его участникам больше понравился «Крутой опоссум», и в мае 1993 года в качестве окончательного названия было утверждено «Awesome Possum Kicks Dr. Machino’s Butt». В какой-то момент разработчики решили также дополнить руководство игры комиксом, излагающим предысторию и сюжет игры, главным героем которого стал «Крутой опоссум». Над звуковым дизайном игры работали Эрл Викерс и Уолли Филдс, озвучивший заглавного персонажа.
Игра была выпущена в североамериканском регионе в ноябре 1993 года, что рассматривалось издателями как весьма благоприятное для релиза время, поскольку Sega не успевала выпустить Sonic the Hedgehog 3 до окончания сезона рождественских покупок. Тем не менее, игра успеха не получила, что закрыло вопрос о возможных продолжениях.

## Судебный иск
В 1997 году на разработчика и издателя игры был подан судебный иск. Пол Рогински утверждал, что разработчики заимствовали идеи из его неопубликованной рукописи «Awesome Possum». Суд счёл его претензии безосновательными, так как Рогински не смог доказать, что ответчики имели доступ к его рукописи или что между двумя работами было значительное сходство. Кроме того, ответчики предоставили доказательства независимого создания «Крутого опоссума». В результате окружной суд по Среднему округу Пенсильвании отклонил иск Рогински.

## Восприятие
| Сводный рейтинг    | Сводный рейтинг |
| Агрегатор          | Оценка          |
| ------------------ | --------------- |
| GameRankings       | 42,50 %         |
| MobyRank           | 44/100          |
| Иноязычные издания |                 |
| Издание            | Оценка          |
| AllGame            | [ 17 ]          |
| EGM                | 31/50           |
| GamePro            | 16/20           |
| Video Games (DE)   | 67 %            |
| Sega-16            | 2/10            |
| Beep! MegaDrive    | 5,5/10          |
| Sega Zone          | 76 %            |
| Mean Machines Sega | 39/100          |
| VideoGames         | 8/10            |
| Electronic Games   | 93 %            |
| Mega (UK)          | 48 %            |
| MegaTech (UK)      | 49/100          |
| Sega Power         | 51 %            |
| Sega Pro           | 25 %            |

Awesome Possum получила в основном отрицательные отзывы от рецензентов, которые раскритиковали вторичный геймплей, неудобное управление, низкое качество графики и раздражающие звуковые эффекты. На сайтах GameRankings и MobyGames игра получила среднюю оценку соответственно в 42,50 % и 44 балла из 100 возможных. Mean Machines Sega писал, что для того, чтобы представлять какой-то интерес, игра должна была чем-то существенным выделяться из платформеров для приставки Sega, появившихся в 1993 году в большом количестве, но игра оказалась однообразной, скучной и неоригинальной.

### Игровой процесс и качество
Японский журнал Beep! MegaDrive отметил неотзывчивое управление (в частности, замедленную реакцию на кнопку прыжка и трудности с управлением персонажем во время прыжка), нечёткое определение «попадания» по противнику, несбалансированную сложность и непроработанные характеры персонажей. Подобные недостатки были отмечены и в рецензии Sega Zone, где указывалось на сложности со спрыгиванием с края платформ, а также на то, что в игре слишком легко погибнуть, пытаясь точно расположить персонажа сверху над врагом, что требовалось для нанесения ему урона. В то же время, автор рецензии отметил неплохо нарисованного главного персонажа и приемлемое качество анимаций (хотя и отстающее от других платформеров, таких как Cool Spot) и возможность кататься на животных, вносящую разнообразие в игровой процесс. GamePro в качестве недостатков игры указал размытые фоны и бесцветных врагов, а также замедление на некоторых уровнях. Отсутствие плавности игрового процесса отмечалось и в Electronic Gaming Monthly.
Аналогичные претензии высказывались и в других изданиях: журнал Mean Machines Sega писал про отсутствие плавности прокрутки, плохую графику и «убогое» обнаружение столкновений. Британский Mega назвал игру клоном Bubsy и указал, что несмотря на приемлемую графику и большое количество озвученных реплик, игру хочется бросить после первого уровня из-за неуклюжего и неповоротливого управления. MegaTech отметил «дёрганую» прокрутку фонов, яркие, но слишком малочисленные цвета, а также неспособность игры вызывать живые эмоции. Sega Pro упомянул плохо реализованную прокрутку и дёрганую графику, а также сравнил управление опоссумом с попыткой рулить болидом «Формулы-1» на трассе из заварного крема.
Сложность игры в GamePro оценивалась как высокая, особенно с учётом отсутствия паролей и продолжений, что, по мнению обозревателя, несколько компенсировалось наличием возможности устанавливать её уровень в настройках и простым управлением. Mean Machines Sega и американский VideoGames оценили сложность игры как среднюю. Обозреватель же Sega Pro указал, что единственное, что вызывает сложность в игре — это уровни, на которых легко заблудиться.

### Экологическая тематика
В Beep! MegaDrive отмечалось, что экологическая тематика игры не привлекает внимания игрока, завладевая им лишь в момент прохождения «викторин» после завершения уровня. Mean Machines Sega называл акцент на экологию сомнительным достоинством игры, сочетающимся с неоригинальностью и отталкивающими попытками пошутить. С другой стороны, автор рецензии Sega Zone положительно оценил выбор экологической тематики, которая хоть и не была уникальной для видеоигр, но хотя бы отличалась от стереотипного «вторжения пришельцев» и вызвала у него эмоциональный отклик. Интерес у него вызвали и викторины в конце уровня. Британский Sega Power также писал, что викторины «помогают поддержать интерес к игре», и отмечал наличие советов по сохранению природы в руководстве, но при этом охарактеризовал игру как быстро приедающуюся и сравнил игровой процесс с «шелудивым псом».

### Звук и музыка
Одним из основных коммерческих преимуществ игры разработчики считали оцифрованный звук — около 80 семплов, в основном включающих реплики заглавного персонажа, и занимающих большую часть объёмного 16-мегабитного картриджа. По этому поводу в Sega Zone указывалось, что хотя опоссум, вероятно, был первым персонажем игр для Genesis, который так много разговаривает, но всё же использование оцифрованных семплов не является таким уж новым, как это хотели бы представить издатели. В мини-обзоре Electronic Gaming Monthly отмечалось высокое качество звука, но персонажу всё же предлагалось «заткнуться» и указывалось, что акцент на оцифровке звука сказался на качестве игрового процесса. Автор обзора MegaTech похвалил качество звука и назвал его «лучшей стороной игры», но всё же решил, что «североатлантический» акцент и фразы, которые разработчики почему-то сочли звучащими «круто и дерзко», слишком раздражают спустя даже короткое время. Mean Machines Sega счёл ироничным, что разработчики игры, предлагающая бороться с замусориванием, потратили столько времени и памяти на ничего не добавляющие к игре семплы, в ущерб доработке игрового процесса. Hardcore Gamer отмечал, что единственное, что было «клёво и круто» в постоянных выкриках «клёво» и «круто» — это возможность отключить их в настройках. С другой стороны, GamePro написал, что в Tengen проделали «крутую работу» со звуком, и вариаций звуковых семплов достаточно, чтобы звук лишь немного надоедал. Музыку это издание охарактеризовало как приятную, успокаивающую и ненавязчивую. Sega Pro назвал музыку такой же жизнерадостной и банальной, как и вся игра.

### Позитивные мнения
Не все издания находили в игре недостатки, встречались и положительные отзывы. Немецкий журнал Video Games писал о лёгкой, почти «воздушной» графике игры и о её «крышесносящей» скорости. Рецензент писал, что и без стрельбы и жестокости можно создавать интересные игры, и что можно ненавязчиво включать в них социально важный посыл. В целом игра была оценена как «хорошая». Аналогичную оценку дал американский VideoGames, хотя в этом издании отдельные аспекты игры получили скорее неоднозначную оценку: графика была названа не гладкой и слегка грязной, но отмечалась проработка деталей и анимации. Звук охарактеризован как раздражающий, но в то же время забавный. Игровой процесс на первых нескольких уровнях описан как «слабо поддающийся контролю», но это было сочтено «частью веселья». В целом игра была признана стереотипным платформером в стиле «беги и прыгай», но стоящим своих денег и даже дающим возможность узнать что-то новое за счёт «викторин».
Близкую к максимальной оценку игре поставил журнал Electronic Games. Игра была названа «самым прямолинейным кинетическим опытом на Genesis со времён оригинальной Sonic the Hedgehog». Графика была названа приятной и «движущейся со скоростью молнии», речевые семплы «просто совершенными». Автор также крайне комплиментарно описывал анимацию главного персонажа. В качестве небольших недостатков были названы чрезмерная плотность фоновых текстур на начальных уровнях, делающая графику «грязной», наличие в игре анимаций смерти, которые могут травмировать маленьких детей, а также «благонамеренная мягкотелость» разработчиков, сделавших роботов и мутантов уничтожителями джунглей Амазонки, а не «тех самых людей, которые там же и живут». В итоге игре была выставлена оценка 93 % и сделан вывод о том, что «немногие игры могут дать тот же уровень головокружительных ощущений». Позже это же издание присвоило игре награду за лучший звук, указав на выдающееся качество музыки, звуковых эффектов и речи.

### Ретроспективные оценки
В журнале Hardcore Gamer игра была рассмотрена в 2006 году в рубрике «Тёмная сторона ретрогейминга». Она была описана как продукт эпохи, когда каждый издатель стремился иметь в своём портфеле платформер с каким-нибудь маскотом, который быстро пробегает уровень слева направо, копируя игры о Сонике. Обозреватель дал крайне негативную оценку игре, особо отметив неотзывчивое управление, выкрикиваемые главным героем раздражающие реплики и бессмысленные тестовые вопросы на экологическую тему. В целом он назвал игру «истинным предвестником смерти жанра платформеров» и олицетворением всего худшего в игровой индустрии того времени, достойным того, чтобы оказаться захоронённым вместе с картриджами E.T.
Retro Gamer в 2010 году назвал Awesome Possum «возможно, худшим 16-битным платформером». В качестве основных недостатков, помимо копирования Соника, были названы недостаток анимаций, плохое обнаружение столкновений, «нечестный» дизайн уровней, который не давал возможности игроку вовремя среагировать на опасности при движении с высокой скоростью, а также дизайн заглавного персонажа. Опоссума назвали «раздражающим созданием с глупым именем», теряющим даже минимальное очарование из-за надоедливых реплик про собственную крутизну. По мнению авторов журнала, «Крутой Опоссум» оказался одним из самых «не-крутых» персонажей платформеров 1990-х.
В опубликованной в 2022 году на сайте CBR статье указывается, что хотя игра, несомненно, является попыткой скопировать формулу игр о Сонике с недостаточно выверенной технической реализацией, а включение в игровой процесс элементов «борьбы за экологию» выглядит искусственным, всё же далеко не все профессиональные обозреватели на момент выпуска игры ставили ей низкие оценки. Автор считает, что знание о попытках Tengen «клонировать» Соника, а также особенности главного персонажа, раздражающие взрослую аудиторию, но не имеющие значения для детей, для которых игра создавалась, вызывают негативизм современных геймеров, который не был так выражен, когда игра была актуальна. Этот же ресурс поставил Awesome Possum на первое место в списке худших маскотов игр-платформеров, отметив что Sonic the Hedgehog гораздо лучше справилась с привлечением внимания детей к проблемам защиты окружающей среды, поместив их на задний план, в то время как игра про опоссума, излишне привлекавшая к ним внимание в назойливых викторинах и не предлагавшая качественного игрового процесса, не имела никаких шансов оказаться сколько-нибудь значимой.